# Гимн Бразилии
Национальный гимн Бразилии (порт. Hino Nacional Brasileiro) в первоначальном варианте был создан 7 апреля 1832, однако не был признан официально до провозглашения республики в 1889. Декрет об утверждении гимна был подписан 29 января 1890. Современный текст гимна был утверждён 6 сентября 1922, накануне сотой годовщины провозглашения независимости Бразилии. Автор слов — Осорио Дуке Эстрада, композитор — Франсиско Мануэл да Силва.

## Текст
Мелодия: Francisco Manoel da Silva [Франсиско Мануэл да Силва] (1795—1865)

Текст: Joaquim Osório Duque Estrada [Жоаким Озорию Дуке Эстрада] (1879—1927)

## Первоначальный текст (коронационный гимн)
Negar de Pedro as virtudes

Seu talento escurecer

É negar como é sublime

Da bela aurora, o romper

É negar como é sublime

Da bela aurora, o romper (x2)

Da Pátria o grito

Eis que se desata

Do Amazonas

Até o Prata

Da Pátria o grito

Eis que se desata (x2)

Do Amazonas

Até o Prata

Do Amazonas

Até o Prata

### Перевод
Отрицать достоинства Педру,

Его талант омрачать,

Значит — отрицать, насколько возвышенна

Прекрасная заря.

Значит — отрицать, насколько возвышенна

Прекрасная заря.(х2)

Отечество ликует,

Ведь оно свободно

От Амазонки

До Ла-Платы

Отечество ликует,

Ведь оно свободно (х2)

От Амазонки

До Ла-Платы

От Амазонки

До Ла-Платы